# انزو کوزولینی
انزو کوزولینی (انگلیسی: Enzo Cozzolini; ۳ ژانویهٔ ۱۹۲۴ – ۳۰ سپتامبر ۱۹۶۲) بازیکن فوتبال اهل ایتالیا بود.
از باشگاه‌هایی که در آن بازی کرده‌است می‌توان به باشگاه فوتبال آ.اس. رم، باشگاه فوتبال پیاچنزا، باشگاه فوتبال برشا، باشگاه فوتبال کاتانیا، باشگاه فوتبال امپولی، باشگاه فوتبال پالرمو، و باشگاه فوتبال ناپولی اشاره کرد.